# 妳的樣子
《柳暗花明》（英語：Away From Her）是加拿大女演员萨拉·波利执导的2006年的加拿大影片，亦是其电影导演处女作。影片改编自爱丽丝·门罗的短篇小说《来自远山的熊》（The Bear Came Over the Mountain），收录于2001年发行的文集《恨，友谊，追求，爱情，婚姻》。本片由狮门影业发行，在2006年多伦多国际电影节全球首映，2007年的圣丹斯电影节美国首映。

## 故事梗概
本片讲述了一对已退休的夫妻，妻子菲奥娜得到老年痴呆症之后的故事。

## 主要演员
- 茱莉·克莉絲蒂 饰演：菲奥娜·安德森
- 乔丹·品森特 饰演：格兰特·安德森
- 奥林匹亚·多可多思 饰演：玛丽安
- 克里斯滕·汤马森 饰演：克里斯蒂

## 评价
《柳暗花明》公映后得到了许多肯定的评价，直到现在，在北美影评网站烂番茄的128篇评论综合达95%。在另一著名影评网站Metacritic获得了88分的高分。 2023年3月，本片在爛蕃茄發表「270部由21世紀女性執導的電影佳作」（2000年-2009年年代）清單榜上有名。

### 年度十佳影片
本片出现在很多评论家2007年的年度十佳影片：
- 第一名 - 年度最佳剧情片, 烂番茄[6]
- 第二名 - Dana Stevens, Slate
- 第二名 - Jack Mathews, 《纽约每日新闻》
- 第三名 - Carrie Rickey, 《The Philadelphia Inquirer》
- 第三名 - Ella Taylor, 《洛杉矶周刊》 (与《萨维奇一家》并列)
- 第四名 - David Germain, 美联社[7]
- 第四名 - V.A. Musetto, 《纽约邮报》
- 第五名 - Christy Lemire, 美联社[7]
- 第五名 - Stephanie Zacharek, Salon.com
- 第六名 - Marjorie Baumgarten, 《奥斯汀编年史》
- 第六名 - Roger Ebert, 《芝加哥太阳报》[8]
- 第七名 - Kevin Crust, 《洛杉矶时报》
- 第八名 - David Ansen, 《新闻周刊》
- 第九名 - A.O. Scott, 《纽约时报》 (与《萨维奇一家》并列)
- 第九名 - Liam Lacey和Rick Groen, 《环球邮报》

## 奖项与提名
《柳暗花明》提名两项奥斯卡金像奖，包括克里斯蒂的最佳女主角和波利的最佳改编剧本。
茱莉·克莉絲蒂获得2007年度广播影评人协会最佳女主角、第65届美国电影电视金球奖剧情类最佳女主角。她还获得了美国演员工会奖电影类最佳女主角，并入围第61届英国影艺学院奖最佳女主角。以及诸多影评人奖，如纽约影评人奖、伦敦影评人奖、美国国家评论学会奖的最佳女主角。

## 相关链接
- 加拿大官网
- 美国官网
- 互联网电影数据库（IMDb）上《柳暗花明》的资料（英文）
- 爛番茄上《柳暗花明》的資料（英文）
- Metacritic上《柳暗花明》的資料（英文）
- Box Office Mojo上《柳暗花明》的資料（英文）
- AllMovie上《柳暗花明》的资料（英文）